# Кушманаково
Кушмана́ково (рос. Кушманаково, башк. Ҡушманаҡ) — присілок у складі Бураєвського району Башкортостану, Росія. Адміністративний центр Кушманаковської сільської ради.
Населення — 367 осіб (2010; 446 у 2002).
Національний склад:
- башкири — 86 %